# Desconstrucció
Desconstrucció o desconstructivisme és un concepte que s'empra en la filosofia contemporània, la crítica literària i les ciències socials, i que denota un procés pel qual els textos i els llenguatges de la filosofia adquireixen un nou significat a la llum dels seus propis supòsits i absències. Jacques Derrida emprà per primer cop aquest terme els anys seixanta.
El terme s'ha estès a l'arquitectura, en què es refereix als edificis que trenquen amb el volum únic i la geometria ordinària. Per la seva banda, el concepte en arquitectura ha inspirat per anomenar, en cuina, el fet de cuinar i emplatar diferentment, també trencant amb un volum únic i separant els elements en altres formes, textures, temperatures diferents que se surten de l'ordinari.

## Desconstrucció en cuina
Terme creat per Ferran Adrià per parlar de nous plats que es basen en d'altres tradicionals però en què els seus ingredients o components estan separats, i potser reagrupats, i als quals se'ls dona diferents textures o temperatures. El resultat és un plat d'aspecte diferent però que té el gust de l'original. El concepte principal és aquest de descompondre el plat en els seus elements (per exemple, una truita de patata en "truita" i "patata") i és per això que ell l'anomenava originàriament descomposició, fins que li van proposar el terme desconstrucció, ja que descomposició, parlant d'aliments, feia pensar primer en podrit. La primera desconstrucció la va fer Ferran Adrià el 1995 amb un arròs a la cubana.

## Desconstructivisme arquitectònic
El concepte de desconstrucció en arquitectura va sorgir de l'exposició "Deconstructivist architecture", organitzada pel Museu d'Art Modern de Nova York (MoMA) l'any 1988, concretament des del 23 de juliol al 30 d'agost, sota el guiatge dels arquitectes Philip Johnson i Mark Wigley. També s'identifica com a desconstructivisme, tot i que no representa un moviment o un estil arquitectònic, sinó que es defineix com a conjunt de noves tendències de disseny en arquitectura. La intenció dels organitzadors fou la d'agrupar aquests nous trets en arquitectura que havien sorgit, sense basar-se en unes mateixes pautes ni normes específiques, sense sorgir dels fonaments d'una escola o grup d'artistes.
Els projectes que van formar part de l'exposició eren dels 7 estudis d'arquitectura de Frank Gehry, Daniel Libeskind, Rem Koolhaas / Office for Metropolitan Architecture (OMA), Peter David Eisenman, Zaha Hadid, Coop Himmelb(l)au / Wolf D. Prix i Helmut Swiczinsky, i Bernard Tschumi.